# Gwendoline Eastlake-Smith
Gladys Shirley Eastlake-Smith, detta Gwendoline (Lewisham, 14 agosto 1883 – Middleham, 18 settembre 1941), è stata una tennista britannica.

## Biografia
Nel 1905 faceva coppia con Reginald Doherty con cui vinse vari tornei doppio misto.
Vinse la medaglia d'oro nella gara femminile individuale (indoor)  ai Giochi della IV Olimpiade vincendo in finale contro Alice Greene per 6-2 4-4 6-0. Nelle semifinali aveva vinto la svedese Elsa Wallenberg con un doppio 6-4.
Cambiò nome dopo il matrimonio con Wharram Lamplough avvenuto due giorni dopo la vittoria olimpica.